# The Fountain
The Fountain er en amerikansk film fra 2006, som blev instrueret af Darren Aronofsky. Filmen følger tre sammenflettede historier, der finder sted i conquistadorernes tid, i nutiden og i en fjern fremtid. Filmens hovedroller spilles af Hugh Jackman og Rachel Weisz, hvis romantiske forhold findes i alle tre tidsperioder. The Fountain berører emner som kærlighed og dødelighed. Den indeholder referencer til blandt andet Ungdommens kilde og Livets træ og gør i høj grad brug af billedsprog. Filmen er produceret af Warner Bros. Pictures og Regency Enterprises.
Filmen skulle oprindeligt indspilles i 2002 med et budget på 70 million dollar og med Brad Pitt og Cate Blanchett i hovedrollerne, men produktionen blev lukket da Pitt forlod projektet. Det lykkedes Aronofsky at genoplive det i 2005 med halvt budget. Instruktøren indarbejdede visuelle effekter ved brug af kun få computerskabte billeder, og der fokuseredes i stedet på optagelser fra makrofotografi.

## Eksterne Henvisninger
- The Fountain på Internet Movie Database (engelsk)
- The Fountain på Filmdatabasen
- The Fountain på Scope
- The Fountain i Svensk Filmdatabas (svensk)
- The Fountain på AlloCiné (fransk)
- The Fountain på MovieMeter (nederlandsk)
- The Fountain på AllMovie (engelsk)
- The Fountain hos American Film Institute (engelsk)
- The Fountain på Turner Classic Movies (engelsk)
- The Fountain på The Movie Database (engelsk)